# Bangladesz na Igrzyskach Azjatyckich 2018
Bangladesz na Igrzyskach Azjatyckich 2018 – jedna z reprezentacji uczestnicząca na igrzyskach azjatyckich rozegranych w Dżakarcie i Palembangu w dniach 18 sierpnia – 2 września. W kadrze znalazło się 117 zawodników, którzy nie zdobyli żadnego medalu. Chorążym została sztangistka Mabia Akhter.